# 古代吐鲁番盆地军事防御遗址
古代吐鲁番盆地军事防御遗址是位于吐鲁番地区境内若干个古代军事遗址的总称。共有62处遗址，其中烽燧42处、驿站9处、戍堡7处、军屯4处。例如二塘沟烽火台、七泉湖萨依烽火台、阔坦吐尔古城、阿拉沟戍堡等。他们自西向东分布在汉唐时期通往西域的古道附近。

## 地理特点
吐鲁番盆地东边有哈密盆地，西边有白杨河流域，西南有焉耆盆地，北边隔着天山与准葛尔盆地相邻。是古代西域东西南北交通要道。具有十分重要的战略地位。因其特殊的自然气候环境，使得吐鲁番地区保存了大量地表生土建筑包括城址、戍堡、烽燧等也包括地下掩埋的彩陶、文书、壁画、干尸等文物。

## 遗迹

### 早期考察
1988年至2009年，当地文物工作者曾对二塘沟烽火台等遗迹进行调查、记录。

#### 二塘沟烽火台
二塘沟烽火台坐落在天山南麓二塘沟口以南的冲积扇上，位于唐西州时期乌骨道的山前地段。遗址为土坯建筑，东、北墙保存稍好，略呈梯形，东北角及东南角有用土坯砌成的护角，东墙底长约27.65米、残高13.65米，中心柱残高14.25米、顶宽约3.8米，中心柱为空心建筑，东、北墙有许多排列整齐的成排方孔。

#### 七泉湖萨依烽火台
七泉湖萨依烽火台位于吐鲁番市七泉湖火车站西南4.5千米，坐落在天山与火焰山之间开阔的戈壁沙滩上。烽火台用土坯砌筑而成，基底平面呈正方形，边长8.3米，立面呈梯形，残高7.8米	。

#### 阔坦吐尔古城
阔坦吐尔古城位于吐鲁番市艾丁湖乡盐山南白板地上。古城平面呈长方形，南北长150米、东西长176米。城墙用土坯垒筑而成，基底宽3米、残高1.5米。城门在东墙正中，宽5.5米。城外有护城河遗迹，城内沿北、西、南墙脚均有房址，平面呈长方形，土坯垒筑而成。

#### 阿拉沟戍堡
阿拉沟戍堡是一座城堡式建筑，建筑材料主要为卵石，辅以少量的土坯。主要建筑是烽火台、瞭望台和居址。戍堡平面略呈梯形，南北长31.3米，东西长30.5米。烽火台位于戍堡西北角，呈覆斗形，是戍堡内最高的建筑，经维修现高约10米。戍堡四墙及烽火台均由卵石砌成，卵石层之间夹有红柳枝和黏土。

### 近期考察
2015年7月至9月中旬，新疆文物考古研究所和吐鲁番学研究院考古研究所为配合国家长城资源保护工作组成联合考古工作队，对吐鲁番市两县一区境内的4 处遗址进行了考古调查，并对其中6处遗址进挖掘。

#### 木尔吐克萨依遗址
木尔吐克萨依遗址位于木头沟西北约4千米的戈壁台地上，北侧距兰新高铁线路400米，西南距火焰山山脉2千米。遗址为近似正方形，边长18.5米，宽17.8米。遗址四角呈南北向，其中东北角、东南角、西南角各砌筑角台，其平面面积在3至5平方米，各边长宽各不相同。木尔吐克萨依遗址是吐鲁番62处军事设施防御遗址中保存最为完整的，遗址功能分区和形制布局清晰可辨。遗址用含有大量砂砾土坯砌筑而成，遗址东南侧立面为整个遗址正面，在烽火台东侧开0.8米宽门道，门道内外有0.4米高门柱残存。遗址内房址屋顶均土坯砌筑的横券顶，在遗址北角、东角、西角均修筑梯形护墙，遗址围墙上部修筑宽0.3米，残存高度0.4米的掩墙，在遗址外侧四壁墙体上均有修筑遗址时预留的任木孔，墙体因受到风力侵蚀搬运，存在不同程度的脱落。

#### 阿萨墩戍堡
阿萨墩戍堡位于托克逊县夏乡南湖村东约 5公里的艾丁湖荒漠地带，地表均为盐碱荒滩，受流水风力冲刷造成低洼不平。戍堡平面整体为正方形，东西长53米，南北长50米，占地面积2,650平方米。戍堡由内堡围墙、烽火台、房址、外堡围墙组成 。

#### 布干驿站
布干驿站位于托克逊县郭勒布依乡喀拉布拉克村西北约2公里的戈壁荒滩上，由于遗址常年受风力侵蚀，墙体已坍塌，仅墙基保留下来。根据遗址分布及现存状况，将其划分为4个区域。其中Ⅰ区为最大区域，房屋数量在20余间，分布于遗址北部中心位置。Ⅱ区位于遗址东北侧，从残留墙基来看，有10间左右房屋遗存。Ⅲ区位于遗址东南角区域，仅有3间房屋，在发掘时发现房屋在近代受到重复改建使用的痕迹 。

#### 大墩烽火台
大墩烽火台位于公路边，长期受人为破坏，遗址保存较差。这里是托克逊河、阿拉沟河下游的冲积平原，地下水位较高，遗址上长满了骆驼刺。大墩烽火台由夯筑台地、烽火台、房址三部分组成。烽火台建于夯筑台地西端，夯筑而成，夯层厚度为10至13厘米。残存形制为近似长方形覆斗状，四角受损严重，现残高约2.5米。房屋位于夯筑台地东端平地上，仅有一间房屋遗存及部分院落墙址。房屋墙体为生土夯筑而成，夯窝直径为18厘米，墙体大部分已坍塌，仅有1米左右高度残存。